# Сосновский, Николай Аркадьевич
Никола́й Арка́дьевич Сосно́вский (14 декабря 1955, Новая Каховка, Херсонская область, Украинская ССР, СССР — 12 января 2016, Тбилиси, Грузия) — советский и российский африканист, культуролог, историк, публицист, специалист по африканской культуре и особенно музыке, движению «новых левых» и контркультуре 1960-х — 1970-х годов в США, по молодёжным субкультурам. Кандидат исторических наук.

## Биография
Родился в семье офицера Советской Армии и учительницы. Отец по национальности поляк, мать — латышка. Учился на философском факультете МГУ, не окончил его. Окончил исторический факультет Университета дружбы народов имени Патриса Лумумбы, кроме исторического образования, в университете получил диплом переводчика с португальского и английского языков, факультативно — выучил французский. Помимо указанных языков владел украинским, латышским, испанским, суахили, читал на немецком, итальянском, нидерландском и африкаанс.
В 1981—1982 годах, во время обучения в УДН был направлен переводчиком в Анголу, где в то время шла гражданская война и в качестве инструкторов ангольской армии выступали советские специалисты. После окончания УДН поступил в аспирантуру Института Африки АН СССР, где подготовил диссертацию на соискание учёной степени кандидата исторических наук по теме «Отражение идеологии культурного национализма в молодёжной субкультуре африканской диаспоры („культура растафари“)». Однако защитить её в советский период не смог по идеологическим причинам. Особенно серьёзную негативную роль в этом сыграл член-корреспондент АН СССР А. А. Искендеров. В результате Сосновский был вынужден уехать из Москвы в Астрахань, где преподавал на подготовительном факультете для иностранных граждан при Астраханском техническом институте рыбной промышленности и хозяйства историю культуры, историю религий, а затем и культурологию студентам из испано- и португалоязычных стран, а также африканским студентам, среди которых мог продолжать заниматься полевыми исследованиями. В этот период незащищённая диссертация Сосновского стала активно ходить в самиздате, в частности, её восторженным читателем и пропагандистом стал Герберт Моралес, основатель реггей-группы «Джа Дивижн». После краха советской власти идеологические причины отпали, и в 1992 году Сосновский с блеском защитил эту диссертацию (специальность 07.00.03 — всеобщая история) в Институте Африки РАН. Научным руководителем выступила кандидат философских наук А. Н. Мосейко, официальными оппонентами доктор исторических наук А. Б. Ковельман и кандидат филологических наук В. А. Бейлис, ведущей организацией Институт мировой экономики и международных отношений РАН. Однако в штат в Институт Африки Сосновского не взяли, так как у него не было ни московской прописки, ни российского гражданства, и он вернулся в Астрахань. Диссертация Сосновского была издана посмертно в 2016 году в виде монографии «Культура растафари».
В конце 1994 года Сосновский вернулся в Москву и в 1995 году устроился на работу в рекламно-маркетинговое агентство «Премьер СВ», в отдел медиапланирования. Позже перешёл на работу в рекламное агентство «Havas Media International», а затем — в рекламное агентство «Видео Интернешнл». Заслужил репутацию одного из самых умелых и талантливых специалистов в области медиапланирования в России. В 2005 году направлен в Тбилиси, где возглавил фирму «Видео Интернешнл Грузия», местный филиал «Видео Интернешнл». В 2008 году из-за российско-грузинского вооружённого конфликта «Видео Интернешнл» была вынуждена уйти с грузинского рынка, и Сосновский был назначен на должность генерального директора «Видео Интернешнл — Азербайджан» (с 2010 года — «ВИА-Медиа»). После того как в 2013 году власть Саакашвили прекратилась, «Видео Интернешнл» возобновила свою работу в Грузии, и Сосновский вернулся в Тбилиси в качестве главы филиала. Умер Сосновский в Тбилиси от ишемического инсульта.
Был женат на переводчице Евгении Стрижовой.
Близкими друзьями Сосновского были африканист и антрополог Дмитрий Бондаренко, историк-латиноамериканист Николай Марчук, социолог и политолог Александр Тарасов, рок-музыкант, поэтесса и видный деятель советской контркультуры Умка, джаз-рок-певица Рада Анчевская, лидер группы «Рада и Терновник», рок-поэтесса, переводчица и независимый издатель Маргарита Пушкина.
Автор первых в СССР серьезных научных работ о растафари. С 1994 года писал и переводил для независимого альманаха «Забриски Rider». Публиковался в журналах «Восток», «Иностранная литература» и «Знание — сила». Один из авторов журнала «Скепсис».
В переводе и с комментариями Сосновского вышла книга одного из лидеров «йиппи» Эбби Хоффмана «Сопри эту книгу! Как выживать и сражаться в стране полицейской демократии».

## Научные труды

### Монографии
- Сосновский Н. А. Культура растафари. — М.: Институт Африки РАН, 2016. — 300 с. — 500 экз. — ISBN 978-5-91298-172-2.

### Статьи
- Сосновский Н. А. Критика идеологии растафаризма и африканское студенчество // Культурные процессы в развивавшихся странах. Тезисы международной конференции в Институте востоковедения АН СССР. — М., 1986. — Т. II. — С. 114—115.
- Сосновский Н. А. Синтез как гомеостазис культуры // V Всесоюзная конференция африканистов 'Новое мышление и Африка'... Тезисы докладов и научных сообщений. М. Вып. 4, ч. 2. — М., 1989.
- Сосновский Н. А. „Культура растафари“ в зарубежной литературе: Панафриканизм, Ветхий Завет и рок-музыка // Культурное наследие: преемственность и перемены. Вып. 3 / Под ред. В. А. Бейлиса. — М.: ИНИОН АН СССР, 1991. — С. 130—198.
- Сосновский Н. А. Теология свободы: искушение истматом // «Восток». — 1992. — № 1. — С. 80—89.
- Сосновский Н. А. На полпути к себе: „Движение растафари“: Религия? Идеология? Мода? // «Восток». — 1992. — № 6. — С. 55—65.
- Сосновский Н. А. Хайле Селассие, песенки рэгги и мифы исторического сознания // Иностранная литература. — 1992. — № 8.
- Сосновский Н. А. Миф о люберецком Гарлеме, или Наш последний интернациональный долг // «Знание — сила». — 1992. — № 4.

## Переводы
- Хоффман Э. Сопри эту книгу! Как выживать и сражаться в стране полицейской демократии = Steal This Book / Пер. с англ. и комм. Н. А. Сосновского. — М.: Гилея, 2003. — 240 с. — (Час «Ч». Современная мировая антибуржуазная мысль). — 2000 экз. — ISBN 5-87987-024-3.
- Хоффман Э. Свобода слова // Анархия. Антология современного анархизма и левого радикализма. В 2-х томах / Сост. А. В. Цветков. — М.: Ультра. Культура, 2003. — Т. 2. Флирт с анархизмом. Левые радикалы. — 369 с.
- Томпсон Х.С. The Hippies. — Забриски Rider №16.